# Alexander Adriaenssen
Alexander Adriaenssen (16. ledna 1587 – 30. října 1661) byl vlámský barokní malíř.

## Životopis
Narodil se jako syn skladatele Emanuela Adriaenssena. Měl dva bratry; Vincenta (1595–1675) a Niclaese (1598–1648 nebo 1649). V roce 1597 se vyučil u Artuse van Laecka a roku 1610 se stal mistrem malířského cechu. Maloval především zátiší, nejčastěji různé druhy zeleniny a ovoce. Celý svůj život působil v rodných Antverpách, kde pracoval po boku malíře Rubense, který měl ve své sbírce dva jeho obrazy.
Zemřel 30. října roku 1661 v Antverpách.